# Ферриер, Дэвид
Дэвид Ферриер (англ. David Ferrier; 1843—1928) — английский физиолог.
Член Лондонского королевского общества (1876). 

## Биография
Изучал медицину в Эдинбурге, Лондоне и Гейдельберге и с 1870-х гг. посвятил себя экспериментальному исследованию отправлений головного мозга. Он проводил опыты преимущественно на обезьянах. Помимо многочисленных журнальных статей, ему принадлежит ценный труд «Об отправлениях головного мозга» (два английских издания, 1876 и 1886), переведенный также на немецкий и французский языки. Был профессором физиологии и судебной медицины в Лондоне.